# سماد خليط

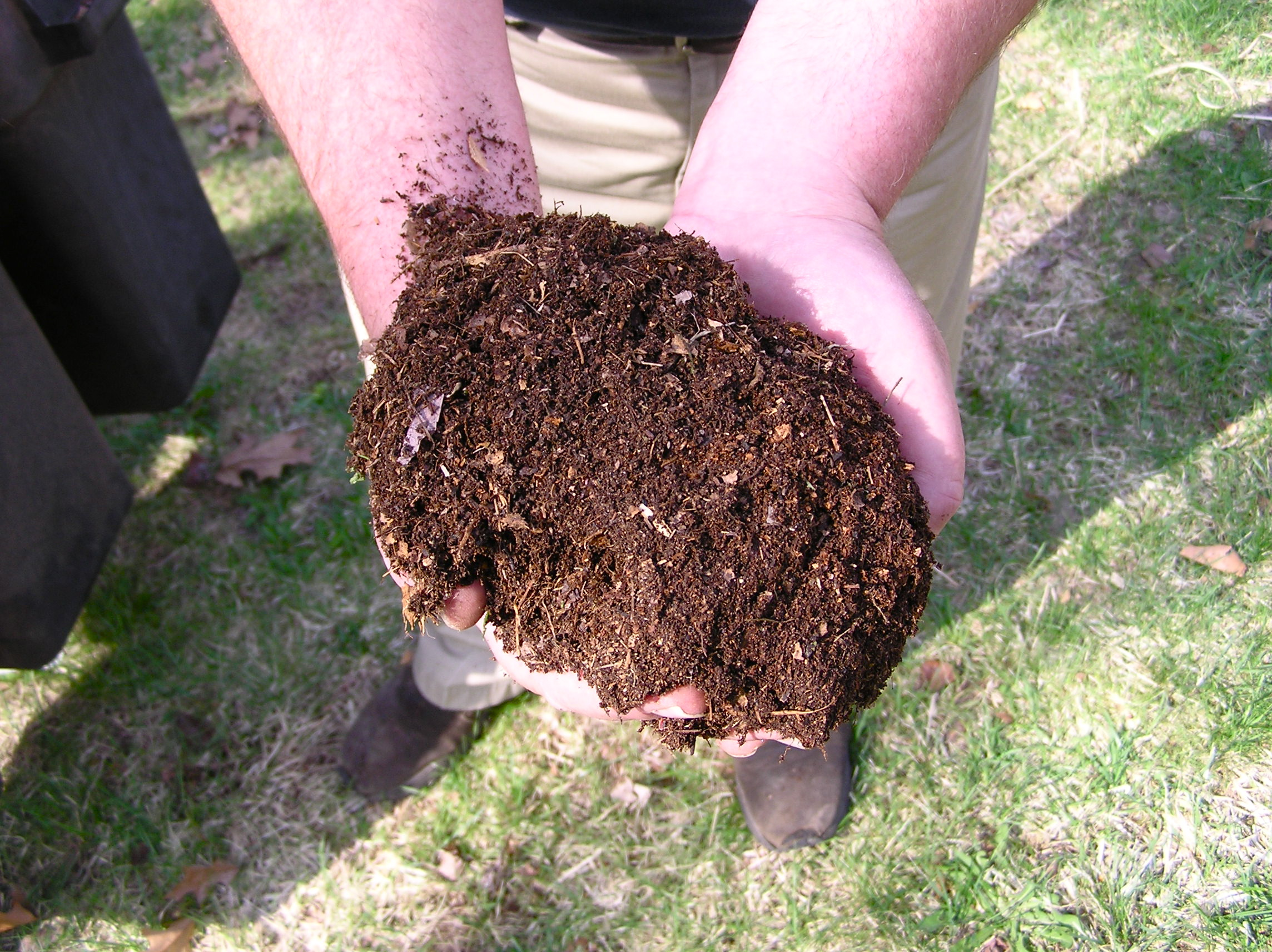
مثال لأحد الأسمدة العضوية

سماد الخليط أو السماد الخليط  أو خليط التسميد  أو الدِّمْن أو السِّرقين أو السَّرجين أو سماد المزرعة (بالإنكليزية: Compost) يتكون بتحليل البكتيريا موادَ عضويةٍ بعد جمع المخلفات الحيوانية مثل روث الابقار والمواشي الأخرى وتكويمها في مكان نظيف ويمكن لأي مزارع أن يقوم بإنجازها في مزرعته بإمكانياته من عمال وعربة جرار لجمع المخلفات وتكويمها،
ترش بالماء أسبوعيا وتقلب كل شهر مرة وهكذا لمدة (9-12شهرا) لضمان تحللها وموت بذور الأعشاب إن وجدت بها ويمكن خلال هذه الفترة إن امكن إضافة أوراق النباتات الجافة وخاصة البقولية منها لرفع نسبة النيتروجين ويمكن إضافة جير (بودرة الجير) لقتل الحشرات والفطريات وزيادة نسبة الكالسيوم حسب معدل الكومة مثلا طن يضاف له من 2-3 كيس وزن 10 كجم نثرا وكذلك يمكن إضافة كبريت زراعي لزيادة التفاعل بمعدل كيس للطن والرش بالماء مع كل عملية،
وبعد انتهاء المدة وضمان تحلل السماد وبرودته، يحذر من استخدام السماد الحيواني مباشرة حيث يحتوي على نسبة عالية من مادة اليوريا التي تحرق النباتات أو الشتلات الا إذا استخدم على أرض غير محروثة وتحرث عدة مرات حتى يضمن خلطه مع التربة ثم تروى ثم تحرث مرة أخرى وبعد ذلك تخطط وتزرع اما للتسميد فلا بد من تخميره وتحللها للمدة المذكورة، ويستعمل للشتلة عمر سنة معدل نصف سطل 2كجم/شهر (عند اعتدال الجو) مع الري.
السماد العضوي يستخدم في الحدائق، بستنة، تنسيق المواقع والزراعة. السماد بحد ذاته مفيد للأرض بأشكال متعددة منها التسميد، تهوية التربة، إضافة للدبال الحيوي أو حمض الهيوميك، أو كمبيد آفات طبيعي. في الأنظمة البيئية، يسيطر السماد العضوي على تعرية التربة ويفيد في إصلاح الأراضي، إنشاء الأراضي الرطبة، غطاء لمقلب القمامة.

## المكونات

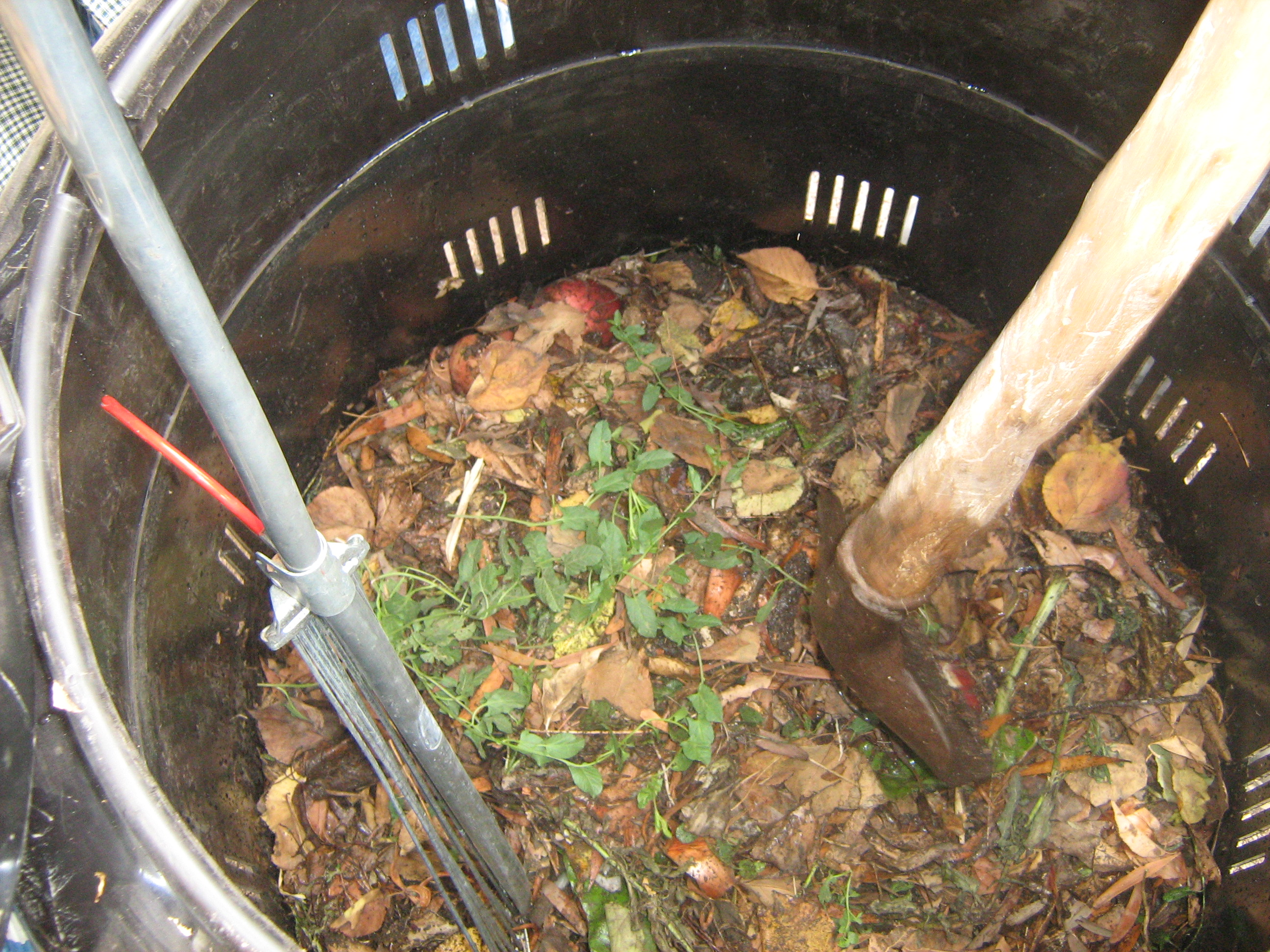
برميل لصنع السماد العضوي منزليا، سانتا كروز، شيلي.

### كربون، أكسجين، نيتروجين، ماء

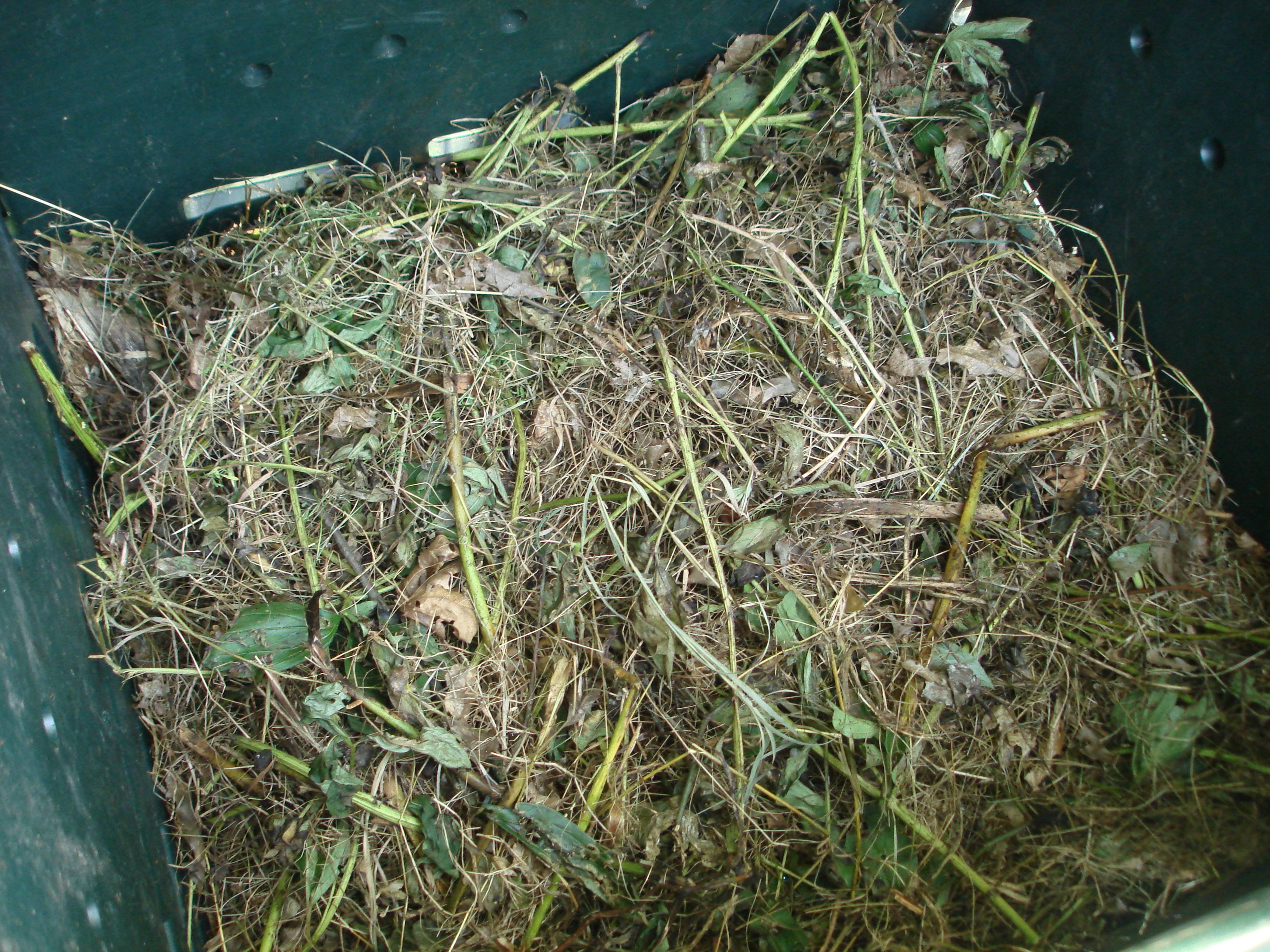
المواد في كومة السماد العضوي.

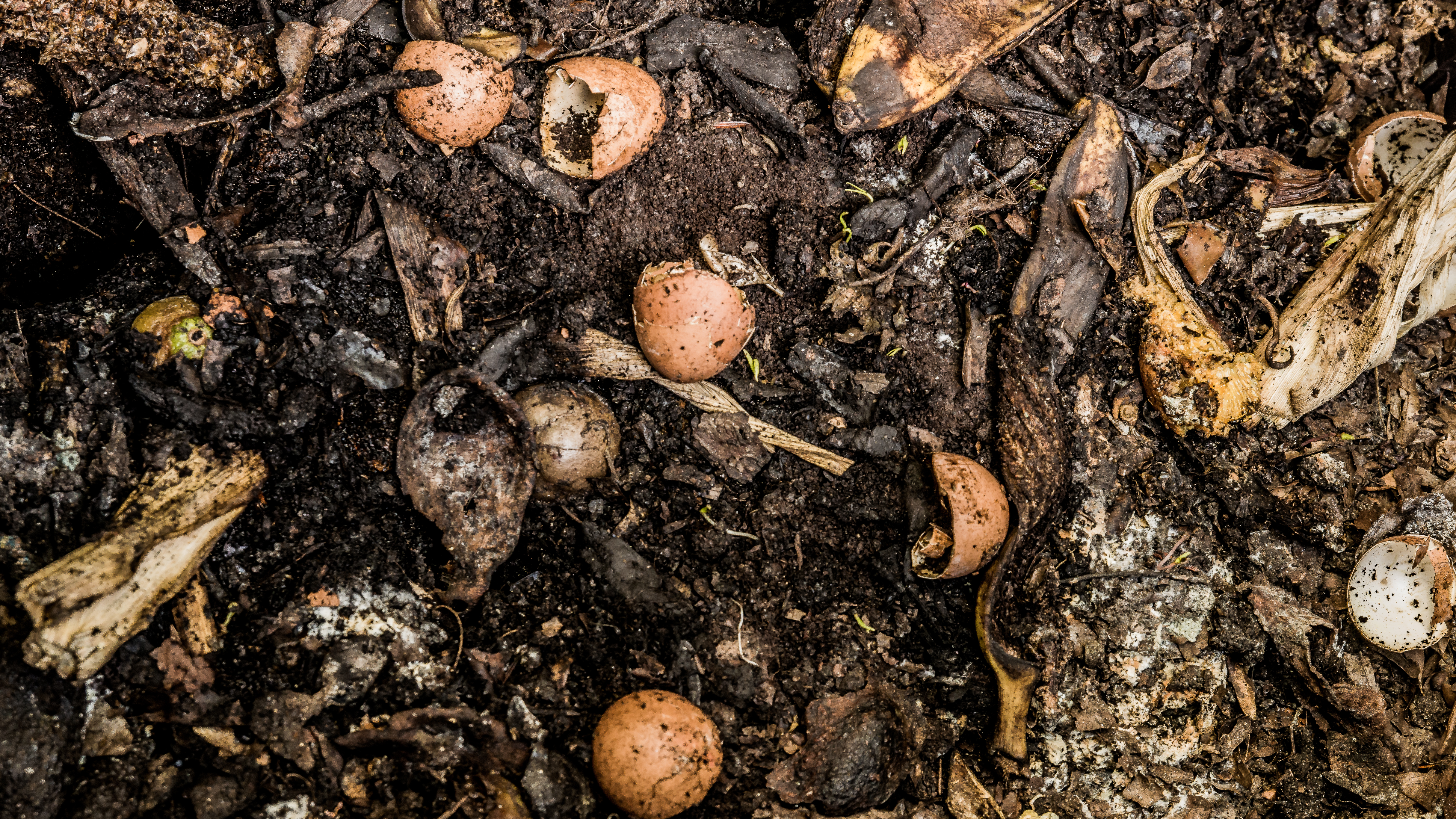
بقايا الطعام مع كومة السماد العضوي.

تحتاج الكائنات الحية التي تصنع السماد العضوي إلى أربع مكونات هامة لتعمل عملًا فعالًا:
- كربون_لأجل الطاقة، الميكروب يأكسد الكربون وينتج الحرارة، إذا وضع بنسبة المحددة.[9]
  - النسبة العالية من الكربون تكون في المواد العضوية البنية والداكنة عادة.
- نتروجين_ضروري لنمو ونشاط الميكروبات التي تتحلل الكربون.
  - المواد عالية النتروجين تكون خضراء (أو ملونة مثل الخضار والفواكه)ورطبة.
- أكسجين_لأكسدة الكربون، والمساعدة في عملية التحلل
- الماء_للمحافظة على نشاط العملية وذلك بالنسب الصحيحة وبدون إحداث ظروف غير هوائية.[10]

توفر النسب الصحيحة من هذه المواد البكتيريا النافعة ومغذياتها لكي تعمل بحيث ترفع من حرارة الكومة.الكثير من الماء خلال العملية يتبخر، وسيستهلك الأكسجين بسرعة، مما يدعي إلى تقليب مستمر للكومة.كلما زادت حرارة الكومة احتاجت إلى التقليب وإضافة الماء، توازن الماء/الهواء ضروري في المراحل الأولى للحفاظ على الحرارة العالية (135°- 160° فهرنهايت/ 50° - 70° درجة مئوية) وذلك حتى تتحطم المواد. أيضا، كثرة الماء والهواء تبطئ العملية، كما تُحدث نسبة الكربون العالية (أونسبة النتروجين القليلة).
تتعلق فعالية السماد العضوي بنسبة الكربون: النتروجين وأفضل نسبة هي نحو 1:10 إلى 1:20، السماد العضوي سريع الصنع تكون نسبة الكربون/النتروجين فيه 30 تقربيا أو أقل.أثبت التحليل النظري من اختبارات الحقلية أن النسبة إذا ارتفعت فوق 30 يصبح هناك ضعف في النتروجين، النسبة أقل من 15 مرجح أن تطلق الكومة النتروجين على شكل غاز الأمونيا. إذا دعت الحاجة إلى إضافة النتروجين، يقترح إضافة 0.15 باوند من النتروجين الطبيعي لكل 3 بوشل (3.75 قدم مربع) من المادة منخفضة النتروجين. للاشخاص الغير معتادين على هذه القياسات:0.64 جرام/لتر أو 640 جرام من النتروجين لكل قدم مكعب.2 إلى 3 باوند من النتروجين العضوي المكمل (دم، سماد، مسحوق العظام، طحين النبات الأخضر) لكل 100 باوند من المادة منخفضة النتروجين (على سبيل المثال: القش، نشارة الخشب)، عموما يمكن إمداد كمية وفيرة من النتروجين في الخلطات ذات النسبة عالية الكربون.
تقريبا كل المواد النباتية والحيوانية تحوي نسب من النتروجين والكربون، لكن تختلف اختلافًا واسعًا في الخصائص المذكورة سابقا (جاف/رطب، أخضر/بني). يملك العشب الأخضر المقصوص نسبة متوسطة من الكربون: النتروجين تقدر ب 1:15 والأوراق الجافة التي تسقط في الخريف نحو 50:1 حسب النوع.خلط نسب متساوية بالحجم التقريبي للنسبة المثالية للكربون: النتروجين حالات فردية تقدم نسبة مثالية من الخلط للمواد.بالملاحظة والانتباه لكميات المواد المختلفة أثناء بناء الكومة، يمكن تحقيق تقنية سريعة قابلة للعمل للحالات الفردية.

### فرشة الحيوانات
في معظم المزارع، أبسط مكون لصنع السماد العضوي هو السماد الحيواني المصنوع في المزرعة بوضع الفرشة. القش ونشارة الخشب هي مكونات شائعة من مكونات الفرشة. هناك مواد غير تقليدية لصناعة الفرشة مثل ورق الجرائد غير الملون والكرتون المقصوص. كمية السماد المصنع من ايوانات المزرعة عادة ما يحدد حسب جدول التنظيف، حجم الأرض المتاحة، حالة الطقس. كل نوع من السماد له خصائصه الكيميائية، الفيزيائية، الحيوية. روث الخيول والبقر، عندما يوضع مع الفرشة، يعطي نتائج جيدة كسماد عضوي. سماد الخنزير، يكون رطب جداً وعادة لا يختلط بمكونات الفرشة، يجب خلطه بالقش أو مكونات مشابهة. يجب أن يخلط سماد الدجاج مع مواد كربونية_ذات نسبة منخفضة من النتروجين مثل نشارة الخشب أو القش.

### الميكروبات
عملية تحطيم المواد في السماد العضوي تعتمد على كائنات دقيقة تحول المادة العضوية إلى سماد.توجد عدة أنواع من الميكروبات في السماد العضوي وأكثرها شيوعاً هي:
- بكتيريا- الأكثر تواجداً من الميكروبات في السماد العضوي.
- شعاويات- ضرورية لتحطيم المواد مثل ورق الصحف،لحاء الشجر الخ.
- الفطر-العفن والخميرة تساعد في تحطيم المواد التي لاتستطيع البكتيريا عليها، خاصة ليغنين الموجود في المواد الخشبية.
- أولي -يساعد في التهام البكتيريا، الفطر والجسيمات العضوية الصغيرة.
- دولابية -تساعد في التحكم في عدد البكتيريا والأوليات الصغيرة.

ضعف مجتمع الكائنات الدقيقة المفيدة هو السبب الرئيسي لبطئ عملية التحول في مدافن النفايات مع عوامل بيئية تسبب ضعف المجتمع البيولوجي مثل نقص الأكسجين، النتروجين أو الماء.

## الاستخدام
السماد عادة مايوضع كإضافة للتربة، أو المواد الأخرى مثل الليف الهندي،الخث، كمحسن للفلاحة، بدعمه لكمية الدبال والمغذيات. يقدم نمواً غنياً للنبات، وهو مادة تعمل على حفظ الرطوبة والمواد المعدنية المنحلة، مما يعطي المساعدة والتغذية اللازمة لتزهر النباتات، بالرغم من أنه نادرا ما يستخدم بمفرده فهو يخلط مع التربة، الرمل، الرمل الخشن، قطع من لحاء الشجر، حبيبات من فيرميكوليت وبيرلايت والطين وذلك لتكوين تربة طفالية، يمكن أن يوضع السماد العضوي مباشرة في التربة وذلك لتحسين خصوبتها. يكون السماد جاهزاً للاستخدام عندما يكون مائلا للسواد أو أسود وذو ملمس ترابي.
ليس من المستحسن وضع البذور مع السماد العضوي لانه سريع الجفاف واحتمال وجود الفيتوتوكسين (سمّ) والذي يؤثر على الإنبات  وأيضا إمكانية تعطل النتروجين بسبب وجود كمية غير متحللة من المواد.

## المواد التي يمكن تحويلها إلى سماد

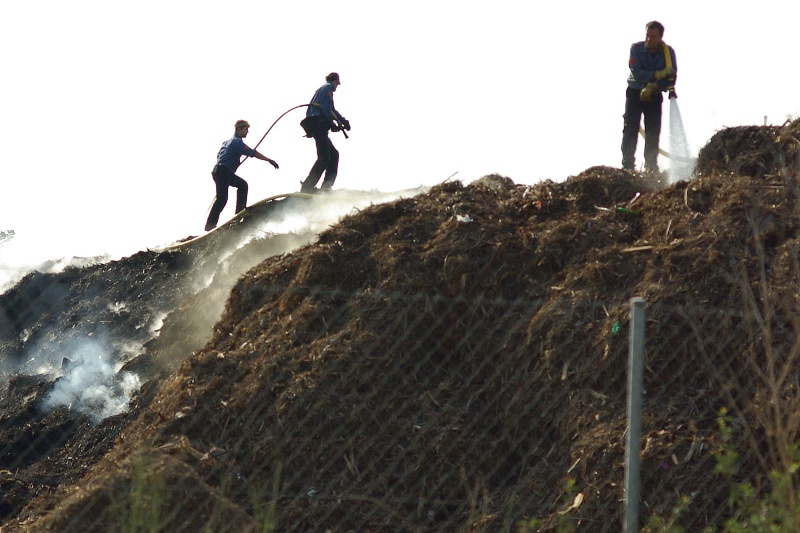
كومة سماد كبيرة بُخّرت بالحرارة المتولدة من الكائنات الحية الدقيقة المحبة للحرارة.

التسميد هي عملية تُستخدم في استرداد الموارد. ويمكنها إعادة تدوير منتج ثانوي غير مرغوب فيه من عملية أخرى (نفايات) إلى منتج جديد مفيد.

### النفايات الصلبة العضوية (النفايات الخضراء)
التسميد هو عملية تحويل المواد العضوية القابلة للتحلل إلى منتجات مستقرة مفيدة. لذلك، يمكن استخدام مساحة مكب نفايات ذات قيمة للنفايات الأخرى بتحويل هذه المواد إلى سماد بدلًا من إلقاءها في مدافن النفايات. ومع ذلك، قد يكون من الصعب التحكم في التلوث الخامل والبلاستيك من النفايات الصلبة البلدية.
إن عملية تصنيع السماد المشترك هي تقنية تقوم بمعالجة النفايات الصلبة العضوية مع مدخلات أخرى مثل حمأة البرازية المنزوعة الماء أو حمأة المجاري.
تُركتب أنظمة السماد الصناعي لمعالجة النفايات الصلبة العضوية وإعادة تدويرها بدلًا من طمرها. إنه أحد الأمثلة على نظام معالجة النفايات المتقدم. ويطلق على الفرز الميكانيكي لتيارات النفايات المختلطة مع الهضم اللاهوائي أو التسميد داخل الأوعية المعالجة الميكانيكية الميكانيكية. يستخدم استخدامًا متزايدًا في البلدان المتقدمة بسبب القواعد التي تتحكم في كمية المواد العضوية المسموح بها في مدافن النفايات. إن معالجة النفايات القابلة للتحلل البيولوجي قبل دخولها في مدفن النفايات يقلل من الاحترار العالمي من الميثان الهارب؛ وتتحلل النفايات غير المعالجة بطرق لا هوادة فيها في مدافن النفايات، وتنتج غاز مدفن نفايات تحتوي على غاز الميثان، وهو غاز دفيئة قوي.

### سماد الحيوانات والفراش
في العديد من المزارع، تكون المكونات الأساسية للسماد هي السماد الحيواني المتولد في المزرعة والفراش. يعتبر كلًا من القش والنشارة من مواد الفراش الشائعة. كما تستخدم مواد الفراش غير التقليدية، بما في ذلك الورق المقوى والصحف المقطعة. غالبًا ما تُحدد كمية السماد الموجود في مزرعة للماشية وذلك عن طريق جداول التنظيف، وتوافر الأراضي، والظروف الجوية. لكل نوع من أنواع السماد خصائصه الفيزيائية والكيميائية والبيولوجية. الأبقار والسماد الحصان، عندما يخلط مع الفراش، تمتلك صفات جيدة للسماد. يجب أن يخلط روث الخنازير، وهو رطب جدًا وعادة لا يخلط مع مواد الفراش أو مع القش أو المواد الخام المماثلة. يجب أن يُخلط روث الدواجن مع مواد كربونية - ومن المُفضل أن تكون منخفضة في النيتروچين، مثل نشارة الخشب أو القش.

### فضلات بشرية ورواسب الصرف الصحي
يمكن إضافة الفضلات البشرية كمدخل من مدخلات عملية التسميد حيث أن فضلات الإنسان مادة عضوية غنية بالنيتروجين. يمكن أن يُستخدم سمادًا استخدامًا مباشرًا، كما هو الحال في المراحيض السماد، أو يمكن تحويل الفضلات البشرية إلى سماد غير مباشر (مثل حمأة المجاري)، بعد خضوعها للمعالجة في محطة معالجة مياه الصرف الصحي.
يمكن وضع البول على أكوام السماد أو استخدامها مباشرة كسماد.  يمكن إضافة البول إلى السماد يؤدي إلى زيادة درجات الحرارة، وبالتالي زيادة قدرته على تدمير مسببات الأمراض والبذور غير المرغوب فيها. على عكس البراز، لا يجذب البول الذباب المنتشر للمرض (مثل الذباب الأزرق)، ولا يحتوي على أكثر مسببات الأمراض صعوبة، مثل بيض الدودة الطفيلية. البول عادة لا تدوم رائحته طويلًا، لا سيما عندما يكون طازج، مخفف، أو وضع على المواد الماصة.

## الاستخدامات
يمكن استخدام السماد كمواد مضافة للتربة، أو في المصفوفات الأخرى مثل ألياف جوز الهند والخث كمحسّن طرفي، لتزويد المغذيات. وهي توفر مادة غنية تنمو، أو مادة مسامية، ماصة تحتوي على رطوبة ومعادن قابلة للذوبان، مما يوفر الدعم والمغذيات التي يمكن أن تنمو بها النباتات، على الرغم من أنه نادرًا ما يُستخدم بمفرده، حيث يُخلط بالدرجة الأولى بالتربة والرمل والحصى ورقائق اللحاء، أو الفيرميكوليت أو البيرلايت أو حبيبات الطين لإنتاج الطمي. يمكن تحريك السماد مباشرة في التربة أو وسط النمو لزيادة مستوى المواد العضوية والخصوبة الكلية للتربة. السماد الجاهز للاستخدام كإضافة، يكون لونه بني غامق أو حتى أسود ذا رائحة ترابية.
لا يوصى عمومًا بالبذر المباشر في السماد هذا ولأنه قد يجف بسرعة، واحتمال وجود السموم النباتية في السماد غير الناضج الذي قد يثبط الإنبات،    وإمكانية ربط النيتروجين عن طريق اللجنين المتحلل تحللًا غير كامل. من الشائع جدا رؤية خليط 20-20٪ من السماد الخليط المستخدم لزراعة الشتلات في مرحلة الفلقة أو في وقت لاحق.

## تقنيات التسميد
طُوّرت أساليب مختلفة للتعامل مع المكونات المختلفة، والمواقع، والإنتاجية والتطبيقات للمنتج المُسَمَّن.

### على النطاق الصناعي

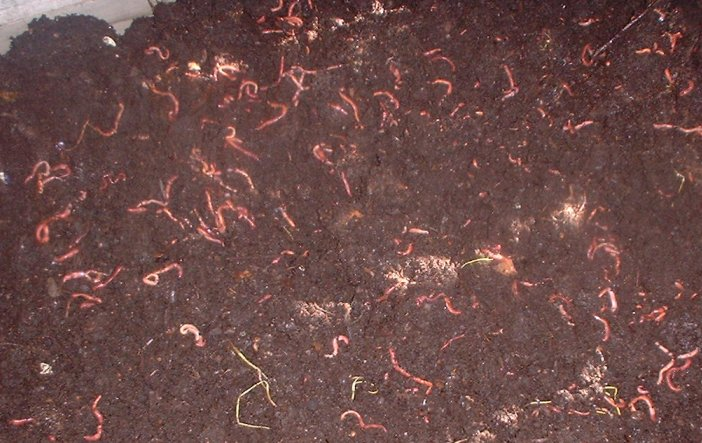
الديدان في سلة المحصول

يمكن إجراء تصنيع الكبريتات الصناعية على شكل كبسولة في الوعاء، تحويل السماد إلى كومة ساكنة، كبسولة دائمة، والذي يحدث في معظم الدول الغربية الآن.

### Vermicomposting
هو منتج أو عملية تحلل المواد العضوية باستخدام أنواع مختلفة من الديدان، وعادة ما تكون wigglers ذات لون أحمر، والديدان البيضاء، ودود الأرض، لإنشاء خليط غير متجانس من النفايات النباتية أو المخلفات المتحللة (باستثناء اللحوم والألبان والدهون والزيوت)، ومواد الفراش. Vermicast، والمعروف أيضًا باسم المسبوكات الدودية، والدودة الدبوسية أو روث الدودة، وهو المنتج النهائي من تحلل المواد العضوية عن طريق أنواع من دودة الأرض. 

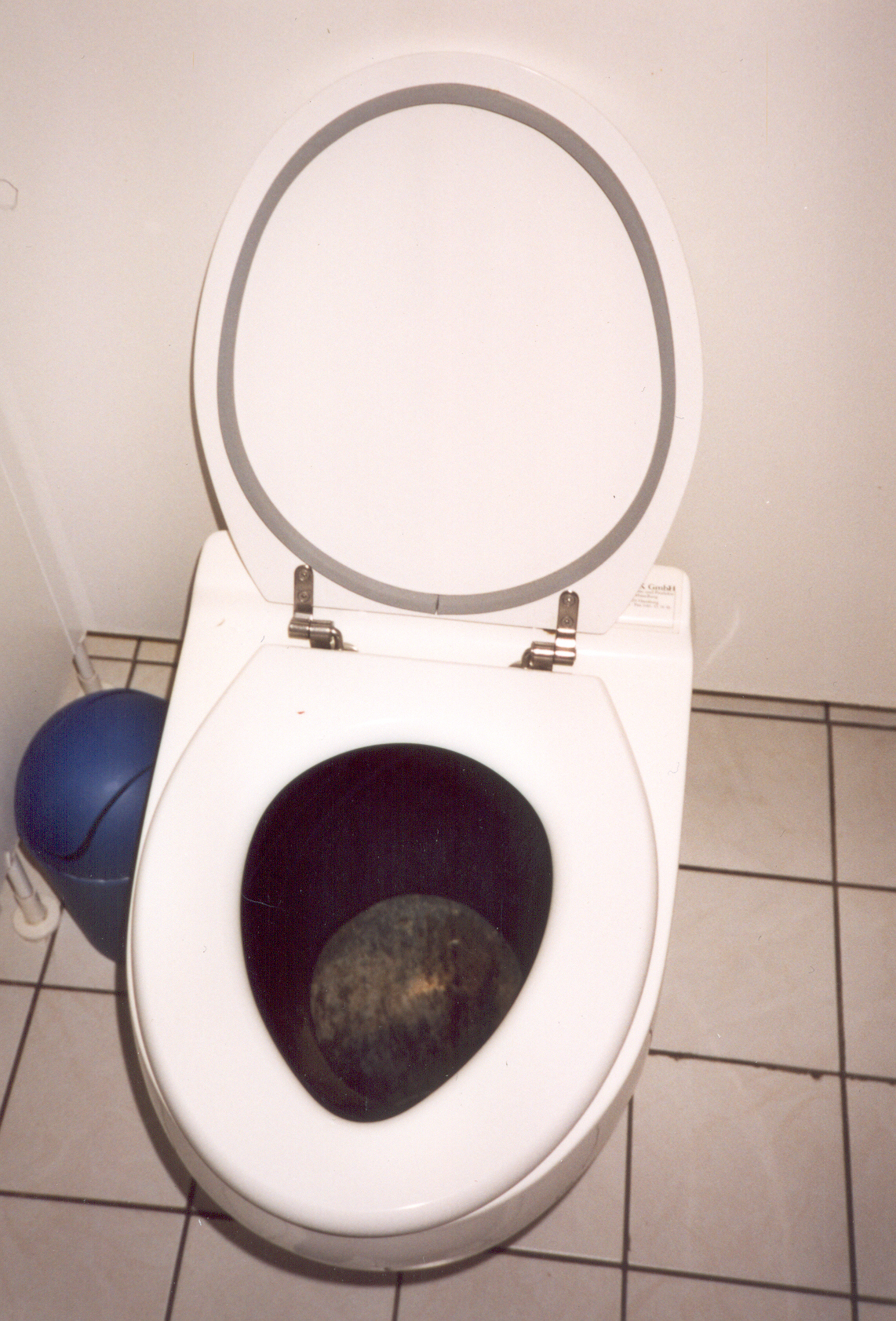
سماد المرحاض مع ختم في الغطاء في ألمانيا

يمكن تطبيق Vermicomposting أيضًا لمعالجة حمأة المجاري.

### مراحيض السماد
هي عبارة عن تجميع الفضلات البشرية. تضاف هذه  الفضلات إلى كومة السماد التي يكون موقعها في غرفة تحت مقعد المرحاض. نشارة الخشب والقش أو غيرها من المواد الغنية بالكربون عادة ما تُضاف أيضًا. بعض مراحيض السماد لا تتطلب ماء أو كهرباء؛ والبعض قد يحتاج. إذا لم تُستخدم الماء في التنظيف، فإنهم يقعون في فئة المراحيض الجافة. بعض تصاميم مراحيض السماد تُستخدم في تحويل البول، والبعض الآخر لا. عندما تُدار إدارة صحيحة، فلا يصبح لديها رائحة. عملية التسميد في هذه المراحيض تدمر مسببات الأمراض إلى حد ما. تعتمد كمية تدمير العوامل المسببة للأمراض على درجة الحرارة (الظروف المتوسطة أو المحبة للحرارة) ووقت التسميد.
مراحيض السماد التي تحتوي على حاوية سماد كبيرة (من نوع Clivus Multrum واشتقاقات منه) تحظى بشعبية كبيرة في: الولايات المتحدة وكندا واستراليا ونيوزيلندا والسويد. وهي متاحة كمنتجات تجارية، مثل تصميمات لبناة الذات أو «مشتقات التصميم» التي تُسوّق تحت أسماء مختلفة.

### يرقات الجندي السوداء
قادرة على أن تستهلك كميات كبيرة من المواد العضوية عند حفظها عند نحو 30 درجة مئوية وبسرعة أيضًا.  يمكن أن تقلل يرقان الجندي السوداء من المادة الجافة للنفاية العضوية بنسبة 73٪ وتحويل 16-22٪ من المادة الجافة في النفايات إلى كتلة حيوية،   ويظل السماد الناتج يحتوي على مواد مغذية ويمكن استخدامه في إنتاج الغاز الحيوي، أو المزيد من السماد التقليدي أو الحشيشة الدوائية،  اليرقات غنية بالدهون والبروتين، ويمكن استخدامها على سبيل المثال في الأعلاف الحيوانية أو إنتاج وقود الديزل الحيوي. وقد جرب المتحمسون عددًا كبيرًا من منتجات النفايات المختلفة، حتى أنه قد باع بعضهم مجموعات بدائية للجمهور. هناك أيضًا مرافق واسعة النطاق.

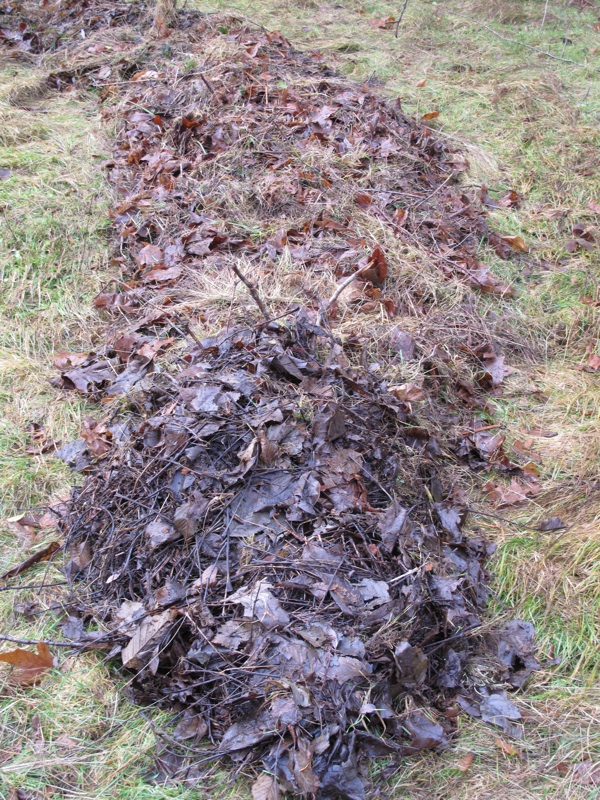
على وشك الانتهاء من سرير Hügelkultur. السرير ليس عليه تربة حتى الآن.

### أنظمة أخرى على مستوى الأسرة
و هي عبارة عن ممارسة متمثلة في صنع أسِرَّة الحدائق أو الأكواخ المليئة بالخشب المتعفّن كما أنها أيضًا تُعرف باسم "Hügelkultur" باللغة الألمانية.  هو في الواقع إنشاء حاضنة مغطاة بالتربة.
وتشمل فوائد أسرة الحديقة hügelkultur احتباس الماء والاحتباس الحراري للتربة.  يعمل الخشب المدفون مثل الإسفنج أثناء تحلله، فهو قادر على التقاط الماء وتخزينه لاستخدامه لاحقًا في المحاصيل المزروعة فوق سرير hügelkultur.

### بوكاشي
هي طريقة تستخدم مزيجًا من الكائنات الحية الدقيقة لتغطية بقايا الطعام أو النباتات الذابلة لتقليل الرائحة، وتقليل خطر جذب الآفات وزيادة سرعة التحلل. Bokashi (ぼ か し) وهي كلمة  يابانية تعني «لتظليل» أو «تدرج». وهي مستمدة من ممارسات المزارعين اليابانيين منذ قرون مضت في تغطية بقايا الطعام بتربة غنية محلية تحتوي على الكائنات الدقيقة التي يمكن أن تخمر المواد.
تعتمد هذه التقنية على الكائنات الحية الدقيقة الفعالة. وعادة ما تُضاف هذه الميكروبات الأساسية إلى بقايا الطعام باستخدام نخالة bokashi الملقحة.
يمكن استبدال الجرائد المخمّرة بزراعة العصيات اللبنية لنخالة البوكاشي من أجل عمل دلو بوكاشي ناجح
تحافظ المرحلة الأولى من البوكاشي على مكونات تخمر حمض اللاكتيك، والحمض هو مطهر طبيعي، يستخدم على هذا النحو في منتجات التنظيف المنزلية، بحيث أن ما يدخل في المرحلة الثانية (الهضم) خالٍ تمامًا من مسببات الأمراض الميكروبية.

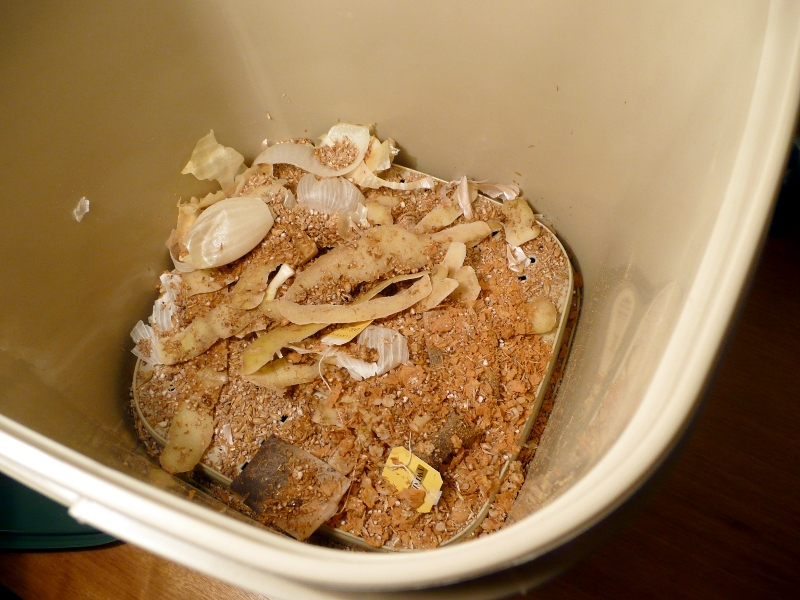
داخل سلة بنكاشي بدأت مؤخرًا. القاعدة الهوائية مرئية فقط من خلال بقايا الطعام ونخالة البوكاشي.

### شاي السماد العضوي
يُعرف شاي السماد العضوي بأنه مستخلصات مائية رُشّحت من مواد حُوّلت إلى سماد. في العموم يُنتج شاي السماد العضوي من إضافة حجم واحد من السماد إلى 4-10 كميات من الماء، ولكن كان هناك جدال حول فوائد تهوية الخليط. وقد أظهرت الدراسات الميدانية فوائد إضافة شاي السماد العضوي إلى المحاصيل هذا وبسبب أن إضافة المواد العضوية، تزيد من توافر المواد الغذائية وزيادة النشاط الجرثومي أيضًا. كما ثبت أن لها تأثير على مسببات الأمراض النباتية.

### تقنيات ذات صلة
يمكن أيضًا استخدام المكونات العضوية المعدة للتحويل إلى سماد، لإنتاج الغاز الحيوي من خلال الهضم اللاهوائي. هذه العملية تعمل على استقرار المواد العضوية. يمكن معالجة المواد المتبقية في بعض الأحيان وأيضًا حمأة المجاري بعملية التسميد قبل بيع أو إسقاط السماد.

## قوانين وأحكام
هناك إرشادات حول العمليات والمنتجات في أوروبا تعود إلى أوائل الثمانينيات (ألمانيا وهولندا وسويسرا) ومؤخرًا فقط في المملكة المتحدة والولايات المتحدة الأمريكية. في كل من هذه البلدان، وَضعت رابطات التجارة الخاصة داخل الصناعة معايير ضعيفة، والبعض يقول كإجراء لوقف الفجوات للوكالات الحكومية المستقلة يجب أن توضع معايير أكثر صرامة.
الولايات المتحدة هي الدولة الغربية الوحيدة التي لا تميز السماد المصدر للحمأة من السماد الأخضر، وافتراضيًا في الولايات المتحدة الأمريكية 50٪ من الولايات تتوقع أن تمتثل السماد بطريقة ما مع قاعدة EPA 503 الفدرالية الصادرة عام 1984 لمنتجات الحمأة. يُنظم السماد بكندا وأستراليا أيضًا. تتطلب العديد من البلدان مثل ويلز  وبعض المدن الفردية مثل سياتل وسان فرانسيسكو فرز مخلفات الطعام والنباتات من أجل التسميد (قانون سان فرانسيسكو إلزامي لإعادة التدوير والتحويل إلى سماد). 

## أمثلة

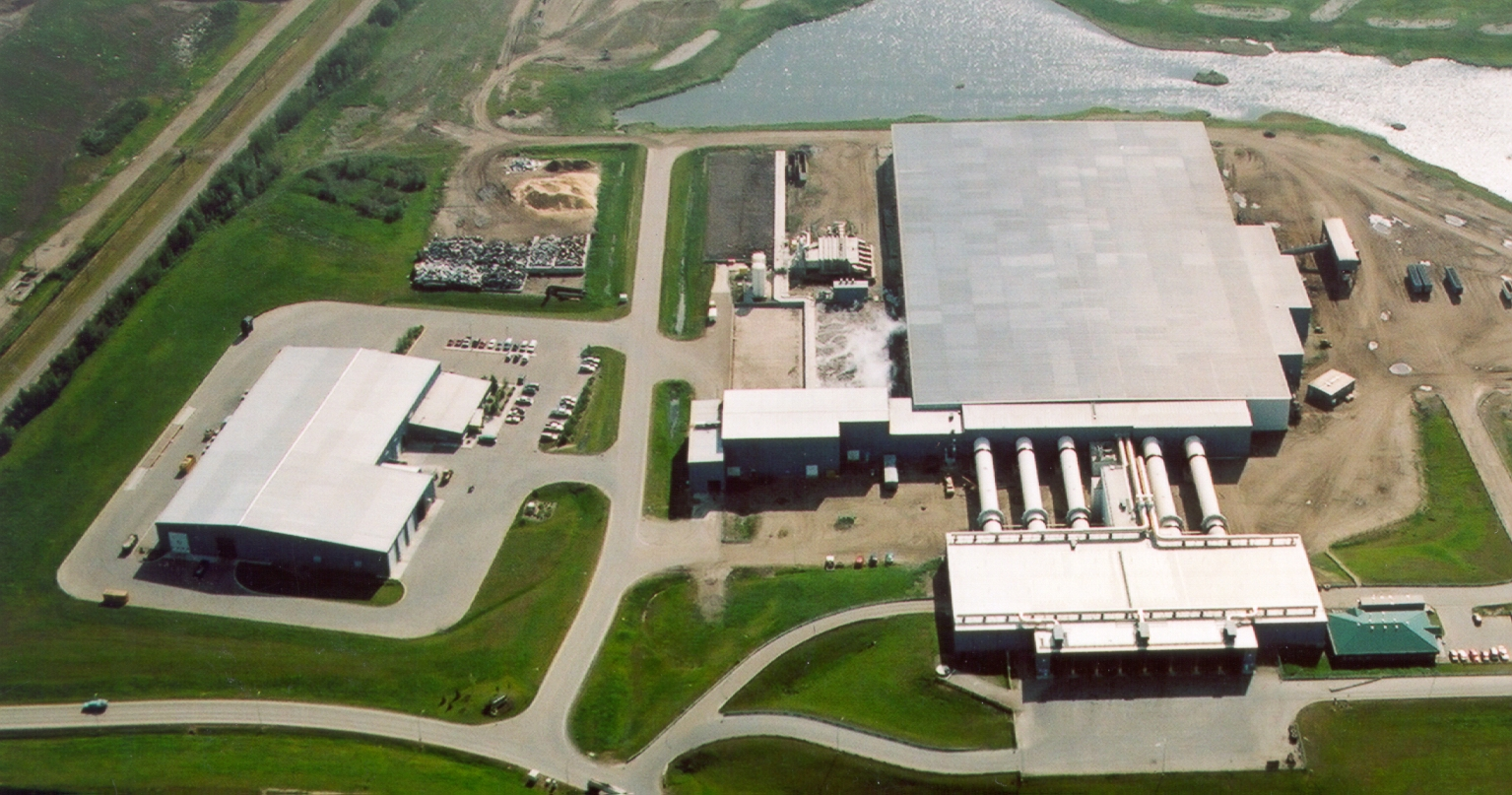
مرفق ادمونتون للتسميد

تستخدم العديد من المناطق الحضرية حول العالم أنظمة السماد الخليط الكبيرة.
- أكبر مصنع للملوثات البلدية في العالم للنفايات الصلبة المحلية (MSW) هو مرفق سماد إدمونتون في ادمونتون، ألبرت، كندا، والذي يحول نحو 220,000 طن من النفايات الصلبة المحلية و 22500 طن جاف من حمأة المجاري سنويًا إلى 80,000 طن من السماد. تبلغ مساحة المنشأة 38,690 متر مربع (416,500 قدم مربع) في المنطقة، أي ما يعادل 4½ ملاعب كرة القدم الكندية، ويعد الهيكل التشغيلي أكبر مبنى مصنوع من الفولاذ المقاوم للصدأ في أمريكا الشمالية.

- في عام 2006، مَنحت قطر كيبيل Seghers سنغافورة، وهي شركة تابعة لشركة Keppel، عقدًا للبدء في البناء على 275,000 طن / سنة من الهضم اللاهوائي ومحطة سماد رخصتها Kompogas Switzerland، وقد قيل حينها أنه  سيصبح، من أكبر المنشآت للتسميد على مستوى العالم بمجرد تشغيله تشغيلاًا كاملًا في أوائل عام 2011 ويشكل جزءًا من مركز إدارة النفايات الصلبة المحلية في قطر وأنه يضم أكثر من 15 محطة هضم لا هوائية، وهو أكبر مجمع متكامل لإدارة النفايات في الشرق الأوسط.

- وهناك معمل كبير آخر للنفايات الصلبة المحلية وهو مرفق التسميد في لاهور، باكستان، الذي لديه القدرة على تحويل 1000 طن من النفايات الصلبة المحلية في اليوم إلى سماد. كما أن لديها القدرة على تحويل جزء كبير من المدخول إلى مواد مشتقة من الوقود (RDF) لمزيد من استخدام الاحتراق في العديد من الصناعات التي تستهلك الطاقة في جميع أنحاء باكستان، على سبيل المثال في شركات تصنيع الأسمنت حيث تُستخدم لتسخين قمائن الأسمنت. كما وافق المجلس التنفيذي لاتفاقية الأمم المتحدة الإطارية بشأن تغير المناخ على هذا المشروع من أجل الحد من انبعاثات الميثان، وقد سُجلت قدرته على تخفيض 108686 طن من مكافئ  ثاني أكسيد الكربون في السنة.[56]

- تمتلك حدائق كيو في لندن واحدة من أكبر أكوام السماد غير التجاري في أوروبا.

## التاريخ

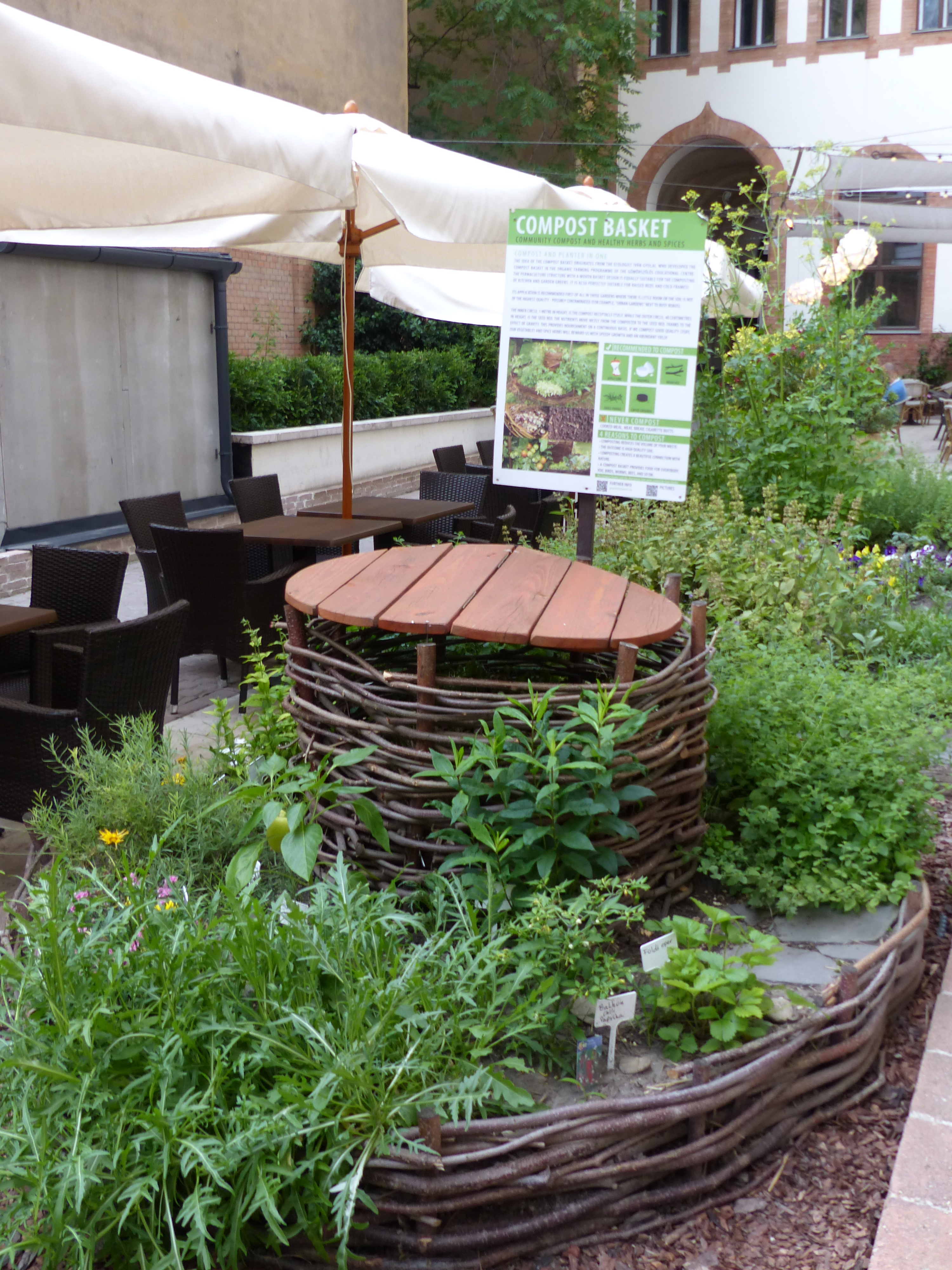
سلة سماد الخليط

يعود تاريخ عملية التحويل إلى سماد إلى تاريخ الإمبراطورية الرومانية المبكرة على الأقل، وذُكر في وقت مبكر من كتاب Cato the Elder الذي يرجع تاريخه إلى 160عام قبل الميلاد، وهو De Agri Cultura.على نحوٍ تقليدي، تشارك السماد العضوي في تراكم المواد العضوية في كل موسم زراعة، وفي ذلك الوقت كانت المواد قد تآكلت بما يكفي لتكون جاهزة للاستخدام في التربة. ميزة هذه الطريقة هي أنها تطلب القليل من الوقت والمجهود  من السماد ويتناسب طبيعيًا مع الممارسات الزراعية في المناخات المعتدلة. تتمثل العيوب (من المنظور الحديث) في أن المساحة تُستخدم لمدة عام كامل، وقد تتسرب بعض المواد المغذية بسبب التعرض لهطول الأمطار، وقد لا يُتحكّم في الحشرات تحمًا كافيًا.
حُدّث إنتاج السماد تحديًا كبيرًا في عشرينيات القرن العشرين في أوروبا كأداة للزراعة العضوية. أُنشئت أول محطة صناعية لتحويل المواد العضوية الحضرية إلى سماد في Wels، النمسا في عام 1921. الاستشارات المتكررة المبكرة لدخول السماد في الزراعة هي للعالم الألماني رودولف شتاينر، مؤسس أسلوب زراعة يسمى الديناميكا الحيوية هو وآني فرانسي-هرار، التي تُعين نيابة عن الحكومة في المكسيك، ودعمت البلاد في الفترة من 1950 إلى 1958 لتأسيس منظمة كبيرة من الدبال في مكافحة التآكل وتدهور التربة.
عمل السير ألبرت هوارد وهو عالم إنجليزي على نطاق واسع في الهند حول الممارسات المستدامة والسيدة إيف بلفور التي كانت من كبار دعاة التسميد. استورد السمادَ إلى أمريكا مختلفُ أتباع هذه الحركات الأوروبية المبكرة من أمثال J.I. Rodale (مؤسس شركة Rodale Organic Gardening(
، فايفر (الذي طور ممارسات علمية في الزراعة الحيوية)، بول كين (مؤسس Walnut Acres في بنسلفانيا)، وسكوت وهيلين نيرينج (الذين ألهموا حركة العودة إلى الأرض الستينات). من قبيل الصدفة، التقى بعض من الذين ذكروا أعلاه لفترة وجيزة في الهند، وكلها  كانت حركات مؤثرة جدًا وفعالة في الولايات المتحدة من فترة الستينات حتى الثمانينات.

## الثقافة والمجتمع

### المصطلح
مصطلح «سماد» يستخدم في جميع أنحاء العالم مع معاني مختلفة.
لا يزال مصطلح «التسميد اللاهوائي» مستخدمًا في الولايات المتحدة، ولكن يفضل استبداله إلى الهضم اللاهوائي. إنها ليست عملية لتحويلها إلى سماد.
إن مصطلح "Humanure" هو مزيج بين الإنسان والسماد، ويعين الفضلات البشرية (البراز والبول) التي يعاد تدويرها بالتسميد للأغراض الزراعية. استُخدم المصطلح أول مرة في عام 1994 في كتاب من تأليف جوزيف جينكينز الذي يدعو إلى استخدام هذا التعديل العضوي للتربة. مصطلح "Humanure" يستخدمه عشاق السماد في الولايات المتحدة ولكن لا يستخدم على نطاق واسع في أي مكان آخر حيث أن مصطلح "Humanure" ليس له تعريف رسمي فهو خاضع لاستخدامات متعددة. يستخدم الصحافيون هذا المصطلح أيضًا لحمأة المجاري أو المواد الصلبة الحيوية.